# 576
سنة 576 م (بالأرقام الرومانية: DLXXVI) كانت سنة كبيسة تبدأ يوم الأربعاء (الرابط يظهر نموذج الجدول الزمني الكامل للسنة) من التقويم اليولياني. بدأت تسمية السنة ب576 منذ العصور الوسطى المبكرة، عندما أصبح تقويم أنو دوميني هو الأسلوب السائد في أوروبا لتسمية السنوات.

## مواليد
- عثمان بن عفان

## وفيات
- بطرس الرابع (بابا الإسكندرية) بابا الإسكندرية وبطريرك الكرازة المرقسية للأقباط الأرثوذكس رقم 34
- فاطمة بنت عمرو